# Franz Ring
Franz Ring (* 19. Oktober 1944 in Breslau) ist ein deutscher Diplomat. Von September 2004  bis Juni 2008 war er Botschafter der Bundesrepublik Deutschland in Nepal.

## Werdegang
Ring studierte zunächst an der Freien Universität Berlin Volkswirtschaftslehre. Nach dem Abschluss seines Studiums belegte er einen Postgraduiertenstudiengang am Seminar für Landwirtschaftliche Entwicklung der Technischen Universität Berlin.
Von 1972 bis 1974 war er für die Welternährungsorganisation (FAO) in Santiago de Chile tätig. In den Jahren 1975/76 arbeitete er für die WestLB in Düsseldorf. Schließlich trat 1977 in das Auswärtige Amt ein. Dort bekleidete er Posten in Bonn, Paris, Rangun, Peking, Teheran, Dubai und Lilongwe. Im September 2004 trat er die Stelle des Botschafters in der nepalesischen Hauptstadt Kathmandu an. Er wurde von Verena Gräfin von Roedern abgelöst.
2016 trat Ring in die AfD ein und versuchte für die Europawahl 2019 einen Listenplatz zu erreichen.